# 洋野町立宿戸小学校
洋野町立宿戸小学校（ひろのちょうりつ しゅくのへしょうがっこう）は、岩手県九戸郡洋野町の旧種市町域にある公立小学校。

## 沿革
- 1878年（明治11年）3月1日 - 公立宿戸小学校創立。
- 1886年（明治19年）4月 - 小学校令改正により、公立宿戸簡易小学校と改称。
- 1892年（明治25年）7月 - 小学校令改正により、宿戸尋常小学校と改称。
- 1904年（明治37年）6月 - 補修科設置。
- 1907年（明治40年）12月 - 種市第7地割117番6号校地を購入し校舎を移転。
- 1908年（明治41年） - 補修科廃止。
- 1923年（大正12年）2月1日 - 校舎全焼のため、大久保氏宅を仮校舎として、授業実施。
- 1925年（大正14年）9月1日 - 新校舎完成により、大久保氏宅より移転。
- 1928年（昭和3年）4月1日 - 高等科併置し、宿戸尋常高等小学校と改称。
- 1939年（昭和14年）11月23日 - 2階建校舎（10教室）増築。
- 1941年（昭和16年）4月1日 - 国民学校令施行により、種市村宿戸国民学校と改称。
- 1947年（昭和22年）4月1日 - 新学制（学制改革）施行により、種市村立宿戸小学校と改称。
- 1951年（昭和26年）1月1日 - 種市村の町制施行により、種市町立宿戸小学校と改称。
- 1967年（昭和42年）6月26日 - 講堂新築落成。
- 1973年（昭和48年）
  - 2月16日 - 鉄筋コンクリート3階建校舎竣工。
  - 3月1日 - 新校舎へ移転。
  - 4月1日 - 特殊学級開設。
- 1975年（昭和50年）6月1日 - 種市町立給食センターの設置により、完全給食実施。
- 1978年（昭和53年）9月23日 - 創立百周年記念式典挙行。
- 1982年（昭和57年）4月1日 - ことばの教室開設。
- 1984年（昭和59年）
  - 1月13日 - 特別教室（プレールーム・家庭科室・視聴覚室・ことばの教室）増築。
  - 9月7日 - 水泳プール、管理棟竣工。
- 1985年（昭和60年）6月10日 - 「みどりの広場」造成。
- 1992年（平成4年）2月12日 -  校舎大規模改造第1期工事完了（校舎外部）。
- 1993年（平成5年）1月30日 - 校舎大規模改造第2期工事完了（校舎内部）。
- 1994年（平成6年）
  - 1月7日 - 校舎大規模改造第3期工事完了（屋内運動場）。
  - 2月19日 - 校舎大規模改造完成記念「お祝いの会」挙行。
- 1995年（平成7年）6月6日 - 校庭フェンス修繕工事及び防火用受水漕漏水修繕工事完成。
- 1997年（平成9年）10月17日 - 創立百二十周年記念式典挙行。
- 1998年（平成10年）1月31日 - コンピュータ室を新設し、パソコン19台設置。
- 2004年（平成16年）3月31日 - 特殊学級廃止。
- 2006年（平成18年）
  - 1月1日 - 種市町と大野村との合併による洋野町発足により、洋野町立宿戸小学校と改称。
  - 4月1日 - 知的障がい特別支援学級（わかば学級）開級。
- 2007年（平成19年）
  - 3月16日 - 腕木式信号機設置（JRが町に払い下げた物を頂く、陸中八木駅で使用した信号機）。
  - 4月1日 - 小子内小学校と統合する。
- 2008年（平成20年）
  - 3月13日 - 小子内小学校との統合記念植樹。
  - 4月1日 - 情緒障がい特別支援学級（たんぽぽ学級）開級。
- 2009年（平成21年）
  - 2月14日 - 校舎耐震工事開始。
  - 6月 - 耐震化工事完成。
  - 12月11日 -  ソーラーシステム設置工事開始。
- 2010年（平成22年）3月19日 - ソーラーシステム設置工事完了。
- 2011年（平成23年）
  - 3月11日 - 14時46分頃に発生した東日本大震災で学区内の漁港・鉄道等被災。学校関係では、児童・職員各1名の自宅が倒壊した。
  - 8月31日 - 公式ホームページ開設。
- 2015年（平成27年）4月1日 - 児童クラブを開設。わくわく教室を改修して充てる。
- 2016年（平成28年）
  - 2月23日 - 職員パソコン入替、児童パソコンをタブレットに入替22台。
  - 3月4日 - 外トイレを改修。
- 2017年（平成29年）4月1日 - 情緒障がい特別支援学級（まなび学級）開級。
- 2018年（平成30年）
  - 3月1日 - 創立140周年を迎えた。
  - 5月20日 - 創立140周年記念大運動会開催。
  - 10月27日 - 創立140周年記念学習発表会開催。
  - 12月7日 - 保健室にエアコン設置。
- 2019年（令和元年）
  - 8月9日 - 校長室、職員室、各教室にエアコン設置。
  - 12月26日 - 職員用パソコン4台、学習用タブレット6台設置。
- 2020年（令和2年）
  - 4月1日 - 知的障がい特別支援学級（まなび学級2組）開設。
  - 8月31日 - 本校プール使用終了。
  - 11月25日 - GIGAスクール構想による児童一人に1台タブレット配置。

## 学区
- 宿戸・八木北・八木南・戸類家・玉川・小子内・有家字原子内
  - 小子内地区（旧小子内小学校学区）から通う児童に対しては、スクールバスを運行。
  - 八木地区から通う児童は、JR八戸線で通学している。

## アクセス
- JR八戸線宿戸駅下車後、すぐ近く。
- 洋野町営バス中野線「宿戸」バス停下車。
- 洋野町役場種市庁舎（旧種市町役場）から、車で約6km・約13分。

## 周辺
- JR八戸線宿戸駅
- 国道45号種市バイパス
- 洋野町立宿戸中学校 - 2020年（令和2年）3月31日で廃校。

## 主な進学先
- 洋野町立宿戸中学校 - 2020年（令和2年）3月31日まで。
- 洋野町立種市中学校 - 2020年（令和2年）4月1日から。